# 北風冰川
76°40′S 161°18′E / 76.667°S 161.300°E
北風冰川（英語：Northwind Glacier）是南極洲的冰川，位於維多利亞地的斯科特海岸，是弗賴冰川的主要源頭之一，流經埃爾克霍恩嶺和桑克冰原島峰，由新西蘭探險隊命名。